# 玛丽亚·舍里福维奇
玛丽亚·舍里福维奇（1984年11月14日—）是一名塞尔维亚女歌手，出生於克拉古耶瓦茨。
她有吉普賽血統，也是一位公開的女同性戀者。2007年她以<Molitva>一曲代表塞爾維亞參與2007年歐洲歌唱大賽，並獲得冠軍。

### 正規專輯
- 2003 Naj, Najbolja [City Records]
- 2006 Bez Ljubavi [City Records]
- 2008 Nisam Anđeo [City Records]
- 2009 Anđeo [City Records]
- 2014 Hrabro [Minacord]

### 精選輯
- 2007 Molitva - The Best Of